# 섀도우버스
《섀도우버스》(Shadowverse)는 사이게임즈가 개발하고 배급한 디지털 트레이딩 카드 게임이다. 부분 유료화 게임으로서 2016년 6월 iOS 및 안드로이드 장치로 처음 출시됐다. 마이크로소프트 윈도우 및 macOS판은 2016년 10월 발매됐다.
《섀도우버스》는 개발사의 전작 《바하무트 - 배틀 오브 레전드 (2012)》의 원화 일부를 재활용한 아니메 화풍을 기용했다. 게임 내의 카드들은 '추종자', '주문', '마법진' 3종류로 나뉘며, 이중 카드 대전의 주역인 추종자는 대전 중 진화를 통해 능력치를 강화할 수 있다.

## 기타 매체
2020년 4월, ZEXCS가 제작한 애니메이션이 2021년 3월까지 방영됐다. 2020년 11월, 애니메이션에 기반한 RPG 카드 게임 《섀도우버스 챔피언즈 배틀》이 발매됐다.

## 반응
2017년 슈퍼 데이터의 보고서에 따르면 《섀도우버스》는 2017년까지 미화 1억 달러의 수익을 거뒀다.